# Carska neposrednost
Carska neposrednost (njemački: Reichsfreiheit ili Reichsunmittelbarkeit) je bio povlašteni feudalni i politički status koji su područja, kao što su carski grad, vjerski entitet, feudalne kneževine, ili manje gospodstvo mogli postići u okviru Svetog Rimskog Carstva. Reichsfrei grad, opatija ili teritorij je bio pod izravnim ovlastima Cara i Carskog Sabora (Reichstag), bez feudalnog gospodara posrednika. 

## Prednosti i nedostaci
Neke dodatne prednosti mogle su uključivati pravo na prikupljanje poreza i cestarina, držanje tržnica, kovanje novca, nošenje oružja i provođenja pravnog postupka. Potonji je mogao uključivati i tzv. Blutgericht (ili "krvnu pravdu") kroz koju se može primijeniti smrtna kazna. Ta prava su ovisila o pravnim patenatima koje su dodjeljivali carevi.
Neki nedostaci mogli su uključivati izravnu intervenciju carskih povjerenstava, poput onih koji su se dogodili u nekoliko jugozapadnih gradova nakon Schmalkaldskog rata i potencijalo ograničavanje ili izravni gubitak prijašnih pravnih patenata. Ostali nedostaci mogu uključivati gubitak svih neposrednih prava, ako car i / ili Sabor nije mogao braniti ta prava protiv agresije izvana, kao što je to došlo u ratovima nakon Francuske revolucije i Napoleonskih ratova. Ugovor iz Lunévillea iz 1801. zahtijevao je od cara da se odrekne svih zahtjeva za dijelove Svetog Rimskog Carstva s lijeve strane Rajne. Na posljednjem zasijedanju Carskog Sabora (njemački: Reichsdeputationshauptschluss) u 1802. – 03., koji se naziva njemačka mediatizacija, većina slobodnih carskih gradova i crkvenih država izgubili su svoje carske neposrednosti i bili su podijeljeni od strane nekoliko dinastičkiih država.

## Problemi u razumijevanju Carstva
Razumijevanje praktične primjene prava neposrednosti čini povijest Svetog Rimskog Carstva osobito teškom za razumjeti, posebno među modernim povjesničarima. Čak i suvremenici kao što su Johann Wolfgang von Goethe i Johann Gottlieb Fichte su nazivali carstvo čudovišnim. Povjesničari iz sredine 19. stoljeća napisali su da Carstva nije ni nešto sveto, ni rimsko, ni carstvo, a u odnosu na britansko "Carstvo", doživljavali su njemačko kao nedosežan neuspjeh koje je doseglo svoj vrhunac uspjeha u ranom srednjem vijeku i nakon toga opadalo. Gotovo stoljeće nakon objavljivanja monumentalnog djela Jamesa Brycea Sveto Rimsko Carstvo  (1864.), ovaj pogled najviše je prevladavao među povjesničarima ranog modernog razdoblja iz engleskog govornog područja, te je pridonio razvoju Sonderwegove teorije u njemačkoj prošlosti. 